# Vuelo 2230 de Aeroflot
El vuelo 2230 de Aeroflot era un vuelo de pasajeros nacional soviético desde Ekaterimburgo (entonces Sverdlovsk) a Taskent. El 16 de noviembre de 1967, el avión Ilyushin Il-18 que servía para el vuelo se estrelló después del despegue, matando a las 107 personas a bordo (incluidos doce niños). En ese momento fue el accidente de aviación más mortal en la SFSR rusa y el peor accidente que involucró al Il-18.

## Aeronave
El vuelo fue atendido por un avión turbohélice Ilyushin Il-18V, fabricado el 25 de marzo de 1964 con un número de serie 184007002. El avión realizó su vuelo inaugural y comenzó a operar en el mismo año. El día del accidente tenía 5.326 horas de vuelo, o 2.111 ciclos de vuelo.

## Tripulación
La tripulación estaba formada por el piloto al mando Yuri Abaturov, el copiloto Nikolai Mikhaylov, el oficial de navegación Anatoly Zagorsky, el ingeniero de vuelo Viktor Ospishchev y el oficial de radio Yuri Yefremov.

## Accidente
La aeronave recibió autorización para despegar del aeropuerto de Koltsovo a las 21:02 hora local. Cuando un motor se incendiaba y su hélice no volaba, la cantidad de arrastre que causaba resultaba en un giro brusco a la derecha mientras ascendía a una velocidad de 340-350 km/h (180-190 kn), a una altitud de 140-150 m (460-490 pies) y comenzó a descender rápidamente, golpeando el suelo, con una velocidad horizontal de 440 km/h (240 nudos) y una velocidad vertical de 20 m/s (66 pies/s), en un campo arado, con una margen derecha de 37 grados. La aeronave se desintegró por completo, lo que complica la investigación del accidente posterior. También hubo brotes de incendios en el lugar del accidente.
La investigación dijo que el accidente resultó de una indicación incorrecta de los principales horizontes artificiales y el sistema de brújula debido a una falla eléctrica y que la tripulación de vuelo no pudo determinar la altitud correcta.